# Antonina Roxa
Antonina Roxa, también llamada Antonia Roxa (Virreinato del Río de la Plata, ca. 1807 - Puerto Stanley, islas Malvinas, 14 de febrero de 1869), fue una mujer gaucha, comerciante, curandera y comadrona llegada a las Malvinas durante la colonización de Luis Vernet. 
Fue una de las pocas personas que permanecieron en Puerto Soledad tras la ocupación británica de 1833 y el alzamiento del Gaucho Rivero. Luego se convirtió en una importante terrateniente y empresaria, residiendo en Puerto Stanley hasta fallecer por cáncer.
Según los historiadores malvinenses, Antonina dejó una «vívida impresión» y fue aceptada por todos los que la conocieron como «una persona por derecho propio», siendo considerada una de las «personalidades más pintorescas.

## Primeros años
Un artículo en el Anunciante Launceston, de Tasmania, Australia, del 19 de junio de 1836 la describe como «Antonina, una india de Salta por nacimiento».
Su fecha de nacimiento se da generalmente como circa 1807 y tenía fama de haber sido una «princesa», por ser la hija de un jefe aborigen. Sin embargo, la mayoría de las fuentes contemporáneas la describen como descendiente de criollos sudamericanos.

## Malvinas
Roxa llegó a las islas Malvinas entre 1824, años antes que Luis Vernet creara un establecimiento en Puerto Luis, en las ruinas de la antigua colonia española de Puerto Soledad, como parte de la Comandancia política y militar de las Islas Malvinas de las Provincias Unidas del Río de la Plata, actual Argentina. Llegó junto a un grupo de una treintena de gauchos. Sus compañeras de género eran Carmelita, una moza negra, y Gregoria Madrid.
En 1826, Luis Vernet levantó un mapa de la isla Soledad. Al llegar al istmo de Darwin se encontró con un grupo de tres mujeres (entre ellas Roxa) y ocho hombres que habían sobrevivido las penurias de dos años a la deriva en la isla. En 1829 se instala en Puerto Soledad y Vernet la nombra como ama de llaves de la residencia familiar y sede de gobierno y comadrona oficial del poblado. Para ese entonces se estima que Antonia tenía 23 años.
Carmelita tuvo a tres hijos argentinos en las islas entre 1831 y 1837, siendo los primeros malvinenses argentinos junto a Matilde Vernet y Sáez, nacida en 1830. Roxa actuó como partera en todos los casos.
Cuando la mayoría de la población optó por dejar la colonia a raíz del ataque de la USS Lexington en 1831, Roxa fue parte de un grupo de alrededor de 24 individuos que optaron por permanecer en las islas pese a la destrucción de Puerto Soledad. Estos individuos siguieron comercializando en nombre de Vernet, quien dirigía comandante político-militar. Tras la expulsión de las autoridades argentinas de la isla, al retirarse el HMS Clio, Roxa prefirió quedarse como comerciante en Puerto Luis, junto con Thomas Helsby, un secretario de Vernet.
Vernet envió a Matthew Brisbane de nuevo a las Malvinas para ejecutar sus asuntos, llegando en marzo de 1833, durante la primera visita del HMS Beagle. Los gauchos deseaban ser pagados con dinero como el capitán John James Onslow del Clio había prometido, pero Brisbane continuó con las políticas de Vernet. Esto condujo a una disputa sobre salarios y se tradujo en la sublevación y masacre de los gauchos de agosto de 1833 en el que fueron asesinados Brisbane, William Dickson y otros tres altos cargos de la empresa de Vernet.[cita requerida] Roxa y otros sobrevivientes huyeron a la isla Hog donde permanecieron hasta que el teniente Henry Smith fue instalado como el residente británico en 1834.
Después de que el Gaucho Rivero fue capturado y expulsado, Roxa fue uno de los catorce residentes de la colonia de Vernet que permanecieron en las islas, de los cuales solo unos seis eran criollos rioplatenses y el resto británicos. Ella hizo un trato con el teniente Henry Smith, negociando que sí podía convertir el ganado salvaje de las islas en un rebaño para ordeñar y accedió a que pudiera quedarse con uno de cada dos terneros amansados.
Roxa era considerada como «miembro clave» de la pequeña comunidad, en 1839 el teniente Robert Lowcay declaró que:

Tiene un carácter muy humano y bueno y es particularmente útil en la colonia como instructora y comadrona, cuando cualquiera de los colonos estaban enfermos, y en particular en los casos de obstetricia. Poco atrás salvó la vida de un joven caballero de la Cleopatra cuando la nave estaba en las islas.

El acuerdo con el teniente Smith resultó ser un movimiento astuto, devengando en un gran rebaño de ganado. Esto preocupó a los comandos navales británicos. Un capitán envió varias notas al Almirantazgo Británico, hasta que llegó el gobernador Richard Moody quien dijo que ella debía mantener el ganado. En su informe a Londres, afirmó:

He considerado aconsejable emplearla como gaucho en el campo, ya que es una persona activa, que anda a caballo como un hombre y es tolerablemente habilidosa en el uso del lazo.

El 1 de enero de 1841, junto con otro nativo de América del Sur y un natural de Hamburgo, Roxa juró lealtad a la Corona Británica. Hacia principios de los años 1900 Roxa apareció una ordenanza del gobierno colonial detallando el listado completo de colonos malvinenses naturalizados británicos.
El cuadro estadístico de 1842 registra a Roxa como dueña de 6 perros, 17 vacas, 6 terneros, 7 bueyes, 6 gallinas y una cabaña de piedra de dos habitaciones. El censo de 1843 registra que Roxa es propietaria de un sexto de un acre, varias casas, diez vacas y cuarenta ovejas. Cuando bajo el gobernador Richard Moody trasladó la sede del gobierno a Puerto Argentino/Stanley, se registró a Roxa como dueña de una parcela de tierra y propiedad por valor de £ 30, siendo una de las primeras residentes de la nueva ciudad.
A finales de la década de 1840, encontró trabajo como enfermera y niñera empleada por sir Bartholomew Sullivan, pero su hijo describió cómo su afición a la bebida la llevó a su perdición, perdiendo el empleo.
Hacia 1851 había conseguido empleo en la granja del monopolio de la Falkland Islands Company en Valle Esperanza. Ella arrendó, en su propio nombre, una estación de 2428 hectáreas (24 km²) por £ 5 en Punta del Medio, al norte de San Carlos.
Falleció de cáncer en 1869 y está enterrada en el cementerio de la capital isleña. A modo de homenaje, un valle cercano a Puerto Soledad solía llamarse Antonia en la toponimia británica.

## Vida personal
En algún momento de la década de 1830 Roxa casó con un marinero estadounidense de apellido Kenney (que antes estaba en matrimonio con Carmelita), pero se divorciaron por el teniente Smith en mayo de 1838. Luego se casó con un gaucho de Montevideo, Pedro Varela, un hombre diez años menor que ella, en 1851. Sin embargo, no existe un registro formal de un matrimonio en los registros del gobierno colonial o de la Iglesia.
También se cree que Roxa estaba involucrada románticamente con uno de los soldados que participaron en el motín contra José Francisco Mestivier, que fue ejecutado en Buenos Aires en 1832. En una carta al señor Glenelg, el señor Harger, sobrecargo del HMS Cleopatra escribió:

El primer marido de la mujer española era un soldado, que estaba interesado en un asesinato y ejecutado en la ciudad de Buenos Ayres, su segundo fue asesinado en la isla, el tercero es un estadounidense.

Ella es una buena mujer, no parece más de treinta, y en la salud corporal y mental sus cualidades están bien calculadas para la sociedad que vive... ella monta sin miedo... dispara bien. Cuando su segundo esposo y otros cuatro han sufrido, se llevaron a las dos mujeres negras y dos o tres hombres, en toda la isla, y con la ayuda de su pistola les compró alimentos hasta que estaban a salvo de volver.

Roxa no tuvo hijos.